# Шіллер Ростислав Ілліч
Ростислав Ілліч Шіллер (нар. 8 лютого 1972) — український політик, народний депутат України 3-го скликання, голова правління «Банкірського дому», пізніше — перший заступник голови наглядової ради «Укрспецімпексбанку».

## Біографія
У 1996 році Шіллер, разом із Сергієм Льовочкіним, Артемієм Єршовим, Сергієм Святком, Іваном Фурсіним і Сергієм Авраменком, заснував ЗАТ «Холдинг БІТ» і СП «Будінвест».
У червні 2000 року, на довиборах до парламенту, був обраний депутатом Верховної Ради України 3-го скликання на одномандатному окрузі № 168 в місті Чортків, замість вибулого Івана Драча. Симпатії виборців Шіллер завоював активною благодійною діяльністю, зокрема спонсоруванням будівництва каплиці у місті Заліщики, ремонтом центральної вулиці Чорткова — вулиці Незалежності, який, як виявилось пізніше, фінансувала міська рада. Після обрання в Парламент входив до складу комітету Верховної Ради України з питань регламенту, депутатської етики та організації роботи Верховної Ради. У парламенті ввійшов до складу фракції СДПУ (о).
На парламентських виборах 2002 року був зареєстрований кандидатом-самовисуванцем у народні депутати в одномандатному окрузі № 168 в місті Чортків Тернопільської області, однак, згідно з інформацією Інтерфакс-Україна, окружна виборча комісія скасувала його реєстрацію у зв'язку з внесенням до декларації про доходи недостовірних даних — Шіллер, за даними Державної податкової адміністрації, «занизив розмір внесків до статутних фондів підприємств, установ і організацій у розмірі 355 тис. 920 грн., не відобразивши їх у п'ятому розділі декларації».